# Longwang, Anhui
Longwang (kinesiska: 龙王) är en socken i östra Kina. Den ligger i Funan härad i staden Fuyang i provinsen Anhui, omkring 180 kilometer nordväst om provinshuvudstaden Hefei. Antalet invånare är 22149. Befolkningen består av 10 178 kvinnor och 11 971 män. Barn under 15 år utgör 25,0 %, vuxna 15-64 år 64 %, och äldre över 65 år 9,0 %.